# Comuna Mălăiești, Stînga Nistrului
Comuna Mălăiești este o comună din Unitățile Administrativ-Teritoriale din Stînga Nistrului, Republica Moldova. Este formată din satele Mălăiești (sat-reședință) și Cernița.
Conform recensământului din anul 2004, populația localității era de 5.364 locuitori, dintre care 5.128 (95.6%) moldoveni (români), 120 (2.23%) ucraineni si 92 (1.71%) ruși.

## Personalități născute aici
- Roman Rozna (n. 1976), atlet.